# Quarantine 2: Terminal
Quarantine 2: Terminal es la secuela de Quarantine (2008), dirigida por John Pogue y protagonizada por Mercedes Masohn y Josh Cooke.Tuvo un lanzamiento limitado en cines,antes de su estreno oficial directo a video

## Argumento
La película empieza con Jenny (Mercedes Masöhn) y Paula (Bre Blair), dos asistentes de vuelo que están a punto de subir a un avión Embraer 145, para trabajar. Los pasajeros suben y Jenny conoce a Henry (Josh Cooke), un joven que tiene consigo unos hamsters. También conoce a un adolescente de 12 años llamado George (Mattie Liptak), el cual está a su cuidado, ya que viaja sin padres. Henry quiere guardar sus hámsteres en el portaequipaje, pero la caja es muy grande así que otro pasajero llamado Ralph (George Back) le quita la caja donde estaban los hámsteres e intenta ponerla en el suyo, pero no da resultado. Cuando Ralph le devuelve la caja, un hámster le muerde el dedo a Ralph. 
Mientras el vuelo continua, Jenny y Henry empiezan a conocerse. Luego de unos minutos, Ralph empieza a sentirse mal y llama a Jenny para que le traiga algo de beber. Jenny empieza a repartir las bebidas a los pasajeros y cuando llega al sitio de Henry ella ve en su laptop la noticia sobre un edificio en Los Ángeles que está en cuarentena (el mismo de la primera película). Luego de unos minutos, Ralph empieza a sentirse muy mal y vomita encima de Jenny, Paula viene de inmediato y empieza a limpiar al señor. Ralph comienza a ponerse inquieto y les dice que se quiere bajar del avión porque está enfermo. Un gato de una señora pasajera llamada Louise (Sandra Lafferty) se escapa y empieza a lamer el vómito. 
Jenny se va a su cabina a limpiarse y cuando sale es empujada por Ralph, que intenta romper la puerta del piloto, el Capitán Forrest (John Curran). Ralph es noqueado por algunos pasajeros y amarrado de manos. El capitán es informado que tiene que hacer un aterrizaje de emergencia, tras lo cual éste les informa a los pasajeros que se abrochen los cinturones, lo que obliga a Paula a poner en su sitio a Ralph, que sigue inconsciente. Cuando están a punto de aterrizar, Paula se cae encima de Ralph despertándolo y enseguida es mordida en la boca por él. Algunos pasajeros lo agarran y lo encierran en el baño. El piloto y su copiloto, Willsy (Andrew Benator), sostienen la puerta del baño para que no pueda salir, mientras que los pasajeros huyen hacia el aeropuerto, que está completamente cerrado. Los únicos que se quedan en el avión son el piloto, el copiloto, la señora Bev (Lynn Cole) y su esposo que sufre de Parkinson, Doc Stevens (Tom Thon).
El resto de los pasajeros: Jenny, Henry, Nial (Phillip DeVona), Susan (Julie Gribble), Shilah (Noree Victoria), Hvorst (Tyler Kunkle), Louise, Paula, George, Preston (Lamar Stewart) y Nica (Erin Aine Smith) son llevados con la ayuda de Ed (Ignacio Serricchio), un trabajador del aeropuerto, al área de embalaje. Paula es auxiliada por Shilah, quien es médica. Ella le dice a Jenny que tienen que llevarla al hospital porque tiene una hemorragia. Los pasajeros luego se dan cuenta de que están en cuarentena. Jenny le pide a Ed que vuelvan al avión para traer medicina para Paula. Ed acepta ir al avión, también Henry, Preston (un pasajero que tiene una entrevista en Nashville) y Hvorst (un señor que viaja junto con su esposa que está embarazada). Cuando llegan al avión, solo encuentran al Doctor Kingston sentado en su sitio, ya que no se puede mover. Luego Jenny abre la compuerta de abajo para sacar la medicina. Junto con ella Henry, Ed y Hvorst entran para buscar otras cosas aparte de la medicina, entre ellas una pistola. Mientras tanto, Preston sólo agarra su laptop que se encuentra en su asiento y se va. Cuando Jenny encuentra el botiquín, lo saca por la compuerta y cuando sube, ve al copiloto al final de los asientos contagiado y cuando voltea, el capitán, contagiado, la agarra para morderla pero Hvorst logra dispararle a tiempo. Cuando regresan al área de embalaje, notan que Preston está muerto y que el Doctor Kingston está en su silla de ruedas. Jenny luego es atacada por la señora Bev, pero no la muerde. 
Después, el grupo empieza a discutir porque están encerrados, mientras una rata contagiada está arriba del Doctor Kingston. Él trata de avisarles pero no puede hablar. Finalmente la rata cae en la cabeza del Doctor y lo muerde. Rápidamente, George (el adolescente que está al cuidado de Jenny) se la quita. George le dice a todo el grupo que lo que Henry traía no eran hámsteres, sino que se trataba de ratas de laboratorio. Henry desmiente al muchacho y asegura que lo que llevaba era una variedad de cola larga, lo que explica su confusión. Sin embargo, George insiste en su versión. Jenny le pregunta si es que decía la verdad y al momento de responderle que sí, es atacado por Ralph. El grupo ahorca a Ralph con una soga, matándolo de una vez por todas. 
Luego, un grupo especial de doctores que se identifican como pertenecientes al CDC (Centro para el Control y Prevención de Enfermedades) vienen de fuera del aeropuerto para darles un protocolo y que termine todo. Sólo la señora Louise acepta recibir el protocolo y cuando está diciendo su nombre frente a una cámara, es atacada por su gato, matándola instantáneamente. El grupo especial empieza a disparar hacia el gato y el Doctor Kingston se despierta y ataca a un médico, haciendo que los demás médicos le disparen. El grupo especial es encerrado en cuarentena también, pero ellos intentan destruir la puerta y cuando salen son asesinados a disparos por los militares que se encuentran afuera. Nial también es asesinado con ellos cuando intenta escapar. El grupo sobreviviente y un doctor que se salvó de ser disparado se suben a un camión porque los demás infectados venían hacia ellos. Lamentablemente, Hvorst le dice a su esposa que está infectado y que no va a subir, ella niega subirse sin él pero el grupo la empieza a subir por la fuerza. Desgraciadamente es atacada por su esposo, matándola. 
Henry toma el arma de Hvorst y amenaza al doctor para que les diga lo que pasa. El doctor les revela que no pertenece al CDC, sino a una agencia de protección contra terrorismo biológico perteneciente al Departamento de Seguridad Nacional. Es así como les explica sobre el edificio de Los Ángeles y el incidente de la primera entrega, revelándoles que descubrieron que había un virus en las ratas, el cual él y sus colegas estaban dispuestos a todo con tal de contener. Según les revela, en el edificio se descubrió un laboratorio de una secta apocalíptica que diseñó el virus y sufrió una fuga. Es por ello que aislaron a los sobrevivientes del vuelo, esperando poder experimentar con ellos para encontrar una cura, lo cual se proponían hacer con el protocolo que les aplicaban. Aunque los pasajeros están de acuerdo con intentar huir, el doctor se muestra pesimista al respecto, ya que tanto los infectados como sus colegas los asesinarán en cuánto los vean. Tras esto, le quita el arma a Henry y se suicida.
Ed recuerda que hay un túnel que los puede sacar de ahí. Ellos salen del camión para dirigirse a una cabina donde están los planos del aeropuerto. Henry se queda atrás buscando un arma. Nica es atacada por un infectado. Ed, Shilah, George y Jenny son los únicos que llegan a la cabina. Mientras ellos buscan los planos, George abre una mochila perteneciente a Henry, dónde encuentra mapas y medicinas. Luego aparece Hvorst y Susan infectados intentando matarlos, pero Henry viene y les dispara, matándolos. George culpa a Henry por lo que está pasando y Henry confiesa que él y otro grupo de personas estaban infectando varias partes del país para reducir la población pero que ellos tenían la cura; según sus creencias, la sociedad humana es un mal para el mundo, por lo que han decidido liberar una pandemia y ser quiénes deciden quién vive y quién no. También confiesa ser el provocador de la expansión del virus del edificio de Los Ángeles . Henry toma el antivirus y se lo inyecta, ya que fue infectado y luego toma a George como rehén. Ed es asesinado por Henry, que le dispara y se dirige al túnel. 
Jenny y Shilah se separan por un momento para buscar a George. Shilah encuentra a Jenny y le da unos lentes de visión nocturna y le dice que fue infectada, por lo que distraerá a los infectados para que Jenny corra hacia donde está George. Shilah permite que los infectados la maten para que Jenny logre llegar hasta donde se encuentra George. George le pide que no entre porque el antivirus no funcionó y Henry se ha transformado. Ella baja y le dice que escaparán de ahí, en ese instante viene Henry con una mutación e infectado y ataca a Jenny pero George logra dispararle matándolo. Jenny y George encuentran el túnel y empiezan a escapar ya que la terminal del aeropuerto en dónde estaban en cuarentena, empezaba a ser destruida. Cuándo avanzan por el túnel, Jenny le dice que no puede continuar ya que fue infectada a lo que él dice que no se irá sin ella. Los dos llegan hacia la salida y George logra salir por unos barrotes angostos. Cuándo él llama a Jenny, ella sale infectada tratando de matarlo. Él decide irse a la ciudad ya que estaba afuera, mientras tira los lentes de visión nocturna. En la última escena, los lentes enfocan al gato de la señora, que logró escapar del aeropuerto, dirigiéndose a la ciudad, mientras a lo lejos puede verse al Luxor de Las Vegas.

## Elenco
- Mercedes Mason como Jenny.
- Mattie Liptak como George.
- Josh Cooke como Henry.
- Noree Victoria como Shilah Washington.
- Ignacio Serricchio como Ed Ramirez.
- Phillip Devona como Niall Britz.
- Julie Gribble como Susan Britz.
- Tyler Kunkle como Hvorst.
- Erin Aine Smith como Nicca.
- Sandra Lafferty como Louise Tredwell.
- Lamar Stewart como Preston.
- Tom Thon como Doc Stevens.
- Lynn Cole como Bev Stevens.
- Bre Blair como Paula.
- George Back como Ralph Bundt.
- John Curran como Capitán Forrest.
- Andrew Benator como Willsy.
- Jason Benjamin como CDC # 1.
- Beau Turpin como CDC # 2.
- Neko Parham como CDC # 3.
- Judd Lormand como Sylvester.
- Blake Mason como Lee Blake.

## Recepción
La película recibió un puntaje de 86% en Rotten Tomatoes, basado en siete reseñas.
Algunos críticos tuvieron una reacción positiva al uso de efectos especiales de la película, pero criticaron la lentitud en el desarrollo de los personajes y su originalidad.